# Crehen
Ne doit pas être confondu avec Créhen.
Crehen (en wallon : Crehin /kʀɛ.ˈhɛ̃/ ) est une section de la ville belge d'Hannut, située en Région wallonne dans la province de Liège.
C'était une commune à part entière avant la fusion des communes du 17 juillet 1970.

## Démographie
- Sources:INS, Rem:1831 jusqu'en 1970=recensements, 1976= nombre d'habitants au 31 décembre

## Histoire
Le village fut au cœur de la bataille de Hannut, première bataille rangée de blindés au cours de la Seconde Guerre mondiale du 12 au 14 mai 1940.